# Malcolmochthonius perplexus
Malcolmochthonius perplexus är en spindeldjursart som beskrevs av Benedict 1978. Malcolmochthonius perplexus ingår i släktet Malcolmochthonius och familjen käkklokrypare. Inga underarter finns listade i Catalogue of Life.